# Central Intelligence
Central Intelligence är en amerikansk action-komedi från 2016 regisserad av Rawson Marshall Thurber och skriven av Thurber, Ike Barinholtz och David Stassen. Filmens huvudpersoner spelas av Kevin Hart och Dwayne Johnson i rollerna som två gamla high school-vänner  som samarbetar för att rädda USA efter att en av dem ansluter sig till CIA för att rädda världen från en terrorist som har för avsikt att sälja satellit-koder.
Filmen hade premiär i Los Angeles den 10 juni 2016 och släpptes i resten av USA den 17 juni 2016. Central Intelligence har fått blandade recensioner och drog in 217 miljoner dollar i hela världen jämfört med en budget på 50 miljoner dollar.

## Handling
1996 ska friidrottaren Calvin Joyner få ett pris på sin skola. Halvvägs genom Calvins tal, kastar Trevor Olson och hans gäng in en naken Robbie Weirdicht, som höll på att duscha, in i aulan, för att göra det pinsamt för honom. Bara Calvin och hans flickvän, Maggie Johnson, är vänliga mot Wierdicht.
Tjugo år senare är Calvin gift med Maggie och arbetar som revisor men är inte nöjd med sin karriär. Maggie föreslår att de ska gå till en terapeut för att rädda deras försämrade äktenskap. På jobbet får Calvin en vänförfrågan på Facebook från en man som heter Bob Stone, som avslöjar att han är Wierdicht och frågar om de kan mötas. Calvin blir chockad över att se att Wierdicht har förvandlats till en muskulös CIA-agent med gott självförtroende. Stone ber Calvin att läsa lite bokföring. Calvin tolkar posterna som transaktioner på många miljoner dollar från en auktion, och ser att slutbetalningen ska göras följande dag. Stone undviker Calvins frågor och tillbringar natten på hans soffa.
Nästa morgon anländer en grupp CIA-agenter som leds av Pamela Harris till Calvins hus i jakt på Stone, som flyr. Harris berättar att Stone är en farlig dubbelagent som har för avsikt att sälja satellit-koder till högstbjudande. Snart efter kidnappar Stone Calvin och förklarar att han försöker stoppa en brottsling som kallas Black Badger från att sälja koderna, men att han behöver Calvins färdigheter för att hitta koordinaterna där affären ska äga rum. Efter en attack av en prisjägare, flyr Calvin och kontaktar Harris. Han ber henne att möta honom på äktenskapsrådgivarens kontor. Harris fångar upp honom och berättar för honom att Stone mördade sin partner Phil Stanton och att Black Badger är Stone själv. Hon varnar honom för att tala om för Maggie vad som hänt och ger honom en apparat för att leda dem till Stone. När Calvin anländer för äktenskapsrådgivning, upptäcker han att Stone låtsas vara deras rådgivare.
Stone övertygar Calvin att hjälpa honom, och Calvin ordnar ett möte med Olson, som kan spåra det offshore-konto som används för auktionen, så att de kan hitta platsen. Harris kontaktar Calvin och hotar att gripa Maggie, om han inte hjälper dem att hålla kvar Stone. Calvin är tvungen att förråda Stone, och CIA griper honom. När Harris torterar Stone för att få honom att bekänna, bestämmer sig Calvin för att hjälpa Stone fly. Calvin drar slutsatsen att affären ska äga rum i Boston och hjälper Stone stjäla ett plan. I ett underjordiskt parkeringsgarage, där affären antas ska äga rum, kommer Stone in ensam. Därefter ser Calvin Harris anlända och han misstänker felaktigt att hon är Black Badger och springer efter henne, men upptäcker att Stone träffar köparen och påstår att han är Black Badger. Stone skjuter Joyner och träffar honom lätt i halsen, för att hålla honom säker.
Stanton anländer och avslöjar att han är vid liv, och hävdar att han är den verkliga Black Badger. Köparen försöker hämta koderna från både Stone och Stanton, men CIA anländer och skott växlas, medan Calvin får tag på bägge koderna och flyr. Han möter Stone och Stanton, som slåss. Calvin kan inte bestämma sig för vems sida han ska stå på, och skjuter Stone, men Stanton erkänner att han är Black Badger och att Stone är oskyldig. Calvin vilseleder Stanton som gör att Stone kan oskadliggöra Stanton. De två levererar koderna till Harris, som sedan lämnar dem på sin high school-återträff, där Calvin försonas med Maggie. Stone utses till balens kung, men Calvin avslöjar för Maggie att han hackat röstningssystem för att säkerställa att Stone skulle vinna. Olson försöker att mobba Stone en tredje gång, men Stone slår tillbaka honom. När han ger sitt tal, återupplever han sitt mest pinsamma high-school-ögonblick och tar av sig alla kläder på ett tryggt sätt. Därefter återförenas han med sig sin ungdomsförälskelse Darla McGuckian.

## Rollfigurer
- Dwayne Johnson som Robbie Weirdicht / Bob Stone
  - Sione Kelepi som unge Robbie Weirdicht
- Kevin Hart som Calvin "Golden Jet" Joyner
- Amy Ryan som Agent Pamela "Pam" Harris
- Aaron Paul som Phil Stanton
- Danielle Nicolet som Maggie Johnson-Joyner
- Jason Bateman som Trevor Olson
  - Dylan Boyack som unge Trevor Olson
- Melissa McCarthy (ej i rollista) som Darla McGuckian
- Ryan Hansen som Steve
- Timothy John Smith som Agent Nick Cooper
- Thomas Kretschmann som Köparen
- Megan Park som Lexi
- Phil Reeves som Rektor Kent[2]
- Kumail Nanjiani som säkerhetsvakt på flygfält
- Slaine som Ligist

### Produktion
Inspelningen började den 6 maj, 2015, och ägde rum i Atlanta, Georgia och på olika platser i Massachusetts, däribland Boston, Burlington, Lynn, Middleton, och Quincy. Inspelningen avslutades i juli 2015. För att främja filmen, hade Johnson och Hart ett låtsaskrig med varandra på Instagram under inspelningen.